# روز شوستر تايلور
روز شوستر تايلور (بالإنجليزية: Rose Schuster Taylor)‏ هي كاتِبة وأمينة مكتبة أمريكية، ولدت في 5 يناير 1863، وتوفيت في 25 يناير 1951.